# アンヘル・アリスメンディ
アンヘル・ハビエル・アリスメンディ・デ・ルーカス（Ángel Javier Arizmendi de Lucas, 1984年3月3日 - ）はスペイン・マドリード出身の元同国代表サッカー選手。ポジションはFW (WG)。MF・SBとして起用されたこともある。

## 経歴
2004年にアトレティコ・マドリードでデビューし、2004-05シーズンはラシン・サンタンデールへレンタル移籍した。2005-06シーズンはアトレティコに復帰したが出場機会が少なく、デポルティーボ・ラ・コルーニャに完全移籍した。デビュー時よりその才能を高く評価されており、デポルティーボは高額の移籍金と背番号10を用意し、司令塔フアン・カルロス・バレロンが怪我で長期欠場、エースストライカー不在というチーム状況下で、センターフォワード、トップ下、左右のサイドアタッカーに対応しシーズンを通して活躍した。
2006年11月にスペイン代表に初招集され、2007年2月に代表で1キャップを記録している。2007年6月にバレンシアCFへ移籍した。2008年、セグンダ・ディビシオンに降格したレアル・サラゴサへ移籍した。38試合に出場して9得点を挙げ、1年でのプリメーラ・ディビシオン昇格に貢献した。2009-10シーズンは32試合で6得点を決めた。2010年6月30日、レアル・サラゴサとの契約満了によりヘタフェCFと6年契約を結んだ。

## タイトル

### クラブ
バレンシア
- コパ・デル・レイ : 2007-08

### 代表
U-23 スペイン
- 地中海競技大会 : 2005